# Dietrich Götze
Heinz Dietrich Götze (* 1941) ist ein deutscher Mediziner (Immunologie) und Verleger beim Verlagshaus Springer.
Dietrich Götze ist der Sohn von Heinz Götze, der als geschäftsführender Gesellschafters des Springer-Verlages maßgeblich für die internationale Expansion des Verlages nach dem Zweiten Weltkrieg sorgte. Dietrich Götze studierte Medizin in Berlin und Heidelberg. Nach der Promotion 1969 war er am Universitätsklinikum München und am Institut für Hämatologie der Gesellschaft für Strahlen- und Umweltforschung in München und zwei Jahre beim Scripps Research Institute in La Jolla. 1975 habilitierte er sich in Immunologie und Genetik an der Universität München. Götze war 1976 bis 1981 am Wislar Institute und Krebsforschungszentrum der University of Pennsylvania. 1977 bis 1981 bekleidete er gleichzeitig das Amt des stellvertretenden Direktors des Max-Planck-Instituts für Biologie, Abteilung Immungenetik in Tübingen.
1981 wurde Götze Leiter der Programmplanung Medizin im Springer-Verlag. 1992 trat er gemeinsam mit Claus Michaletz und Bernhard Lewerich in die Geschäftsführung des Verlages ein, der 1998 als eigene Einheit in  das Verlagshaus Bertelsmann integriert wurde. 1996 führte er die Internet-Plattform für elektronische Publikationen SpringerLink ein. Götze ist Mitgründer der International DOI Foundation (Washington, Genf).
Er ist seit 2006 Ehrensenator der Universität Heidelberg. An der Universität Heidelberg förderte er die Archäologie (Ägyptologie, Vorderasiatische Archäologie mit Uruk-Warka Sammlung) und medizinisch-molekularbiologische Forschung durch Einrichtung der Athenaeum-Stiftung für Kultur und Wissenschaft und eines Heinz Götze Fellowship für Nachwuchswissenschaftler. Er machte sich auch um Verbindungen der Universität nach China verdient und wurde deshalb 2004 Ehrensenator des Tongji Medical College Wuhan.
Götzes vielfältiger Einsatz zur Förderung der Wissenschaften an der Universität Heidelberg gilt vorrangig der Altertumsforschung (Ägyptologische Forschungsstätte für Kulturwissenschaften) sowie der medizinisch-molekularbiologischen Forschung. Dafür hat er die Athenaeum‐Stiftung für Kultur und Wissenschaft sowie das Heinz Götze Memorial Fellowship‐Programm zur Unterstützung von Nachwuchswissenschaftlern eingerichtet. Aktuell setzt sich Götze unter anderem auch für die Neugestaltung der Uruk‐Warka‐Sammlung am Institut für Ur‐ und Frühgeschichte und Vorderasiatische Archäologie ein. Große Verdienste erwarb er sich zudem bei der Vertiefung der universitären Beziehungen zu China; dafür erhielt er 2004 die Ehrenprofessur des Tongji Medical College Wuhan (China).
Seit 2001 ist er Träger der Goldenen Nadel des Börsenvereins des Deutschen Buchhandels. Für seine Verdienste um die medizinische Forschung erhielt er 2004 das Siegel der Deutschen Gesellschaft für Chirurgie und die Günther-Budelmann-Medaille des Berufsverbands Deutscher Internisten. 2012 wurde ihm das Bundesverdienstkreuz am Bande verliehen.

## Schriften
- Herausgeber: The Major Histocompatibility System in Man and Animals. Springer 1977.